# マミーマート
株式会社マミーマート（英: Mammy Mart Corporation）は、埼玉県東松山市に登記上の本店を置き、さいたま市北区に本社機能を置く、スーパーマーケットやショッピングセンターを展開する企業である。東京証券取引所スタンダード市場に上場、CGCグループに加盟している。

## 概要
食品スーパーマーケットの「マミーマート」、「生鮮市場TOP」「マミープラス」を運営し、店舗の商圏構成により業態を使い分ける。現在の店舗数は79店舗（2021年7月現在）。
名称は、「マミー（お母さん）のようにやさしく誰からも愛される、明るく親しみやすく暖かみのある店づくり」「マート（市場）のように活気ある生活に密着した『場』やサービス」から。食品スーパーブランドの「マミーマート」の英字表記は mami mart 。
埼玉県東松山市で八百屋「八百清」を創業し、のちに食品スーパーへ転換してチェーンストアを展開後、「マミーマート」の商号で埼玉県西部や北部を中心に出店し、平成以降は千葉県や東京都多摩地域など関東広域へ出店し、現在は埼玉県、千葉県、東京都、栃木県、群馬県で営業する。
同業他社は郊外のバイパス道路沿線へロードサイド店舗を出店するが、マミーマートは店舗から半径500メートル (m) を理想的な来店距離として、住宅街や団地周辺などへ出店が多い。
これまでは異業種と共同出店やショッピングセンター内へ出店したが、近年はマミーマートを核店舗に衣料品店や飲食店など専門店を併設したショッピングセンターも運営し、複合型やオープンモール型のNSC（ネイバーフッド型ショッピングセンター）の「モアショッピングプラザ」を出店している。

## 沿革
創業者である岩崎家の初代は武蔵国・松山城御用商人として商品を納入した。
- 1958年（昭和33年）  - 埼玉県東松山市にスーパー「八百清」創業。
- 1965年（昭和40年）10月11日  - 「岩崎商事株式会社」設立[1]。スーパー「マミーマート」としてチェーン展開開始。
- 1979年（昭和54年）  - 坂戸市に本部を新築し移転。
- 1987年（昭和62年）  - 本部敷地内に生鮮加工センター（現・彩裕フーズ）新設。
- 1988年（昭和63年）4月  - 「株式会社マミーマート」に社名変更[1]。
- 1991年（平成3年）5月  - 株式を店頭公開[1]、熊谷市に「モアショッピングプラザ籠原店」開店。
- 1992年（平成4年）  - 旧大宮市へ本部を新築して移転。
- 1996年（平成8年）  - 千葉県に増尾台店開店。
- 1999年（平成11年）  - 住友商事と資本業務提携。連結子会社として「彩裕フーズ株式会社」および「マミーサービス株式会社」を設立。
- 2003年（平成15年）  - 坂戸市に「モアショッピングプラザ坂戸入西店」開店、東京都に小平小川店開店。
- 2004年（平成16年）  - 連結子会社として株式会社ギガ物産を設立、株式の店頭登録を取り消してジャスダックへ上場。
- 2006年（平成18年）  - プライベートブランド「mami+」(マミープラス)および「mami+プレミアム」(マミープラスプレミアム）」の販売開始。
- 2007年（平成19年）  - 連結子会社として株式会社産直開発を設立。
- 2008年（平成20年）  - 栃木県に足利店出店。
- 2011年（平成23年）  - 所有するギガ物産の全株式約87%を売却。
- 2012年（平成24年）10月  - ライフサポート事業『彩愛メモリアル』業務を開始[広報 1]。
- 2013年（平成25年）  - 全店舗でクレジットカードの利用が可能になる。株式会社産直開発を吸収合併。
- 2014年（平成26年）  - Tポイント導入及びマミーマート仕様のTカード発行を開始。
- 2021年（令和3年） - 群馬県に生鮮市場TOPガーデン前橋店出店。
- 2025年（令和7年）10月1日 - 商号を「マミーマートホールディングス」に変更し、完全子会社として「マミーマート（二代目）」を設立して持株会社制へ移行予定[2]。

## 店舗タイプ
- マミーマート：45店舗（2024年1月時点）
- 生鮮市場TOP：27店舗（2024年1月時点）
- mami+（マミープラス）：4店舗（2024年1月時点）[3]

## 店舗
- 現在の店舗数は76店舗（2024年1月時点）[4]
  - 埼玉県49店舗、千葉県21店舗、東京都3店舗、群馬県2店舗、栃木県1店舗
  - 店舗数が多い市町村は千葉県柏市8店舗、埼玉県さいたま市6店舗、東松山市5店舗、所沢市4店舗

## モアショッピングプラザ
マミーマートの運営するNSC（小商圏型ショッピングセンター）である。
- モアショッピングプラザ籠原店（熊谷市）
- モアショッピングプラザ坂戸入西店（坂戸市）

## プライベートブランド
CGCブランドのほかにも以下のものを開発している。
- mami+（マミープラス） - 「安心をプラス」「家計にプラス」「満足をプラス」をコンセプトに素材・産地・製法・機能性などにこだわったもの。
- mami+プレミアム - さらに付加価値をつけたもの。

## サービス
- Vポイント
2014年9月1日からTポイント（現：Vポイント）が導入されており、「マミーマート」の大方の店舗で利用可能である。一方、「生鮮市場TOP」では利用することができない。そのため、「マミーマート」から「生鮮市場TOP」に業態転換した店舗の場合は、業態転換した時点で利用できなくなる。
他店発行のVカード/Tカードも利用可能。[広報 2]。買い物時に200円ごとに1ポイント、貯まったポイントは1ポイント1円でマミーマートでの会計時に利用可能なほか、TSUTAYAやファミリーマート等、全国のVポイント加盟店で共通利用が可能である[広報 3]。ただし、酒類はボーナスポイント以外のポイント加算はされない。2020年6月30日まではレジ袋を貰わなかった場合、1会計につき2ポイント加算されていた。
2021年3月26日からサービスが変更となり、基本ポイント以外のポイント（ボーナスポイント等）は期間固定ポイントで付与されるようになり、このポイントに限り、利用日の翌月末までマミーマート店頭のみで利用可能なTポイントとして付与される。
2014年8月31日まではマミーマート独自の「マミークラブポイントカード」が発行されていた。2012年4月時点での会員数は40万人であった[広報 4]。
- クレジットカード
2013年10月11日現在、マミーマートの全店でクレジットカード（VISA、マスターカード、JCB、アメリカンエキスプレス、ダイナースクラブ、ディスカバー）が利用可能である。生鮮市場TOPはクレジットカードが使用できる店舗とできない店舗が混在していたが、2025年現在は全店舗で利用可能である。
- 商品券
CGCグループ商品券がマミーマート全店と生鮮市場TOPのクレジットカード取扱店で使用できる。
- 銀行ATM
一部店舗にはセブン銀行のATMが設置されている。2024年3月までは東京スター銀行のATMが設置されていた店舗もあったが、同行が自行のATMサービスを終了したことに伴い撤去された。

## 関連子会社
- 彩裕フーズ株式会社
  - マミーマート全店において総菜売場を運営。
- マミーサービス株式会社
  - 総合ビルメンテナンス事業。
  - 温泉浴場「小さな旅」を川越市で運営。
  - 葬儀社「彩愛メモリアル」をさいたま市で運営。

### かつての関連子会社
- 株式会社ギガ物産 - 低価格のスーパーマーケット「ギガマート」を展開。2011年に全株式を売却した。
- マミーフーズ株式会社 - 2003年に解散。
- 株式会社産直開発 - 2013年に吸収合併。

## テレビ番組
- 日経スペシャル カンブリア宮殿 買い物の楽しさ＆驚き商品に客殺到！地方スーパーの秘密（2023年1月26日、テレビ東京）-  社長 岩崎裕文出演[5][6]。

#### 広報資料・プレスリリースなど一次資料
1. ↑  “会社情報 > 沿革”. 彩愛メモリアル.   マミーサービス株式会社. 2018年12月30日閲覧。
2. ↑  『マミーマート、9月1日よりTポイントサービスを開始』（PDF）（プレスリリース）株式会社マミーマート; 株式会社Tポイント・ジャパン、2014年8月28日。2018年12月29日閲覧。
3. ↑  “お店検索 > マミーマート”. Tサイト［Tポイント/Tカード］.  カルチュア・コンビニエンス・クラブ. 2018年12月29日閲覧。
4. ↑  “会社情報 > 沿革”.   株式会社マミーマート. 2018年12月29日閲覧。